# 제비초등학교
제비초등학교는 대한민국 강원특별자치도 강릉시에 있었던 공립 초등학교이다. 1999년 명주초등학교와 통합되어 폐교되었다.

## 학교 연혁
- 1949년 1월 12일 : 구정공립국민학교 제비분교장 설립인가
- 1952년 11월 1일 : 제비국민학교로 설립인가
- 1952년 11월 30일 : 제비국민학교 승격 개교
- 1996년 3월 1일 : 제비초등학교로 개칭
- 1999년 3월 1일 : 명주초등학교로 통폐합